# Andrew Whitehurst
Andrew Whitehurst ist ein britischer Spezialeffektkünstler und VFX Supervisor.

## Leben
Whitehurst begann seine Karriere als Spezialeffektkünstler in den 2000er Jahren. Sein Debüt hatte er 2003 als Technical Director beim Actionfilm Lara Croft: Tomb Raider – Die Wiege des Lebens. 2004 bis 2005 arbeitete er für Framestore an den Hollywood-Blockbustern Troja, Charlie und die Schokoladenfabrik und Harry Potter und der Feuerkelch. Beim britischen Science-Fiction-Film Ex Machina war er erstmals als VFX Supervisor tätig. Für den Film erhielt er 2016 zusammen mit Sara Bennett, Paul Norris und Mark Ardington den Oscar in der Kategorie Beste visuelle Effekte. Zudem war er für den BAFTA Film Award und den Saturn Award nominiert.

## Filmografie (Auswahl)
- 2003: Lara Croft: Tomb Raider – Die Wiege des Lebens (Lara Croft Tomb Raider: The Cradle of Life)
- 2004: Troja
- 2005: Charlie und die Schokoladenfabrik (Charlie and the Chocolate Factory)
- 2005: Harry Potter und der Feuerkelch (Harry Potter and the Goblet of Fire)
- 2006: Flyboys – Helden der Lüfte (Flyboys)
- 2006: World Trade Center
- 2007: Harry Potter und der Orden des Phönix (Harry Potter and the Order of the Phoenix)
- 2008: 10.000 B.C. (10,000 BC)
- 2008: Hellboy – Die goldene Armee (Hellboy II: The Golden Army)
- 2010: Scott Pilgrim gegen den Rest der Welt (Scott Pilgrim vs. the World)
- 2010: Wolfman
- 2012: James Bond 007: Skyfall (Skyfall)
- 2015: Ex Machina
- 2015: James Bond 007: Spectre (Spectre)
- 2018: Auslöschung (Annihilation )
- 2023: Indiana Jones und das Rad des Schicksals (Indiana Jones and the Dial of Destiny )

## Auszeichnungen
- 2016: Oscar in der Kategorie Beste visuelle Effekte für Ex Machina
- 2016: BAFTA-Film-Award-Nominierung in der Kategorie Beste visuelle Effekte für Ex Machina
- 2016: Saturn-Award-Nominierung in der Kategorie Beste Spezialeffekte für Ex Machina